# Monogamie
Monogamia (din greacă μονος, transliterat: mónos singur și γάμος, gamos căsătorie) reprezintă la animale o reproducere comunitar exclusiv pe parcursul vieții între doi indivizi de o specie. La om, comportamentul de împerechere nu este neapărat legat de reproducere. În afară de monogamie, există modele de comportament ale poligamiei, de pildă poliginie sau poliamorie. La om, monogamia este o formă de mariaj și familie, care reprezintă un cuplu format din doi indivizi de sex opus. Este opusul poligamiei, care reprezintă un individ cu mai mulți parteneri de sex opus în cadrul unei familii. Termenul de monogamie poate fi extins și pentru familiile formate din doi indivizi de același sex. 

## Monogamia la animale

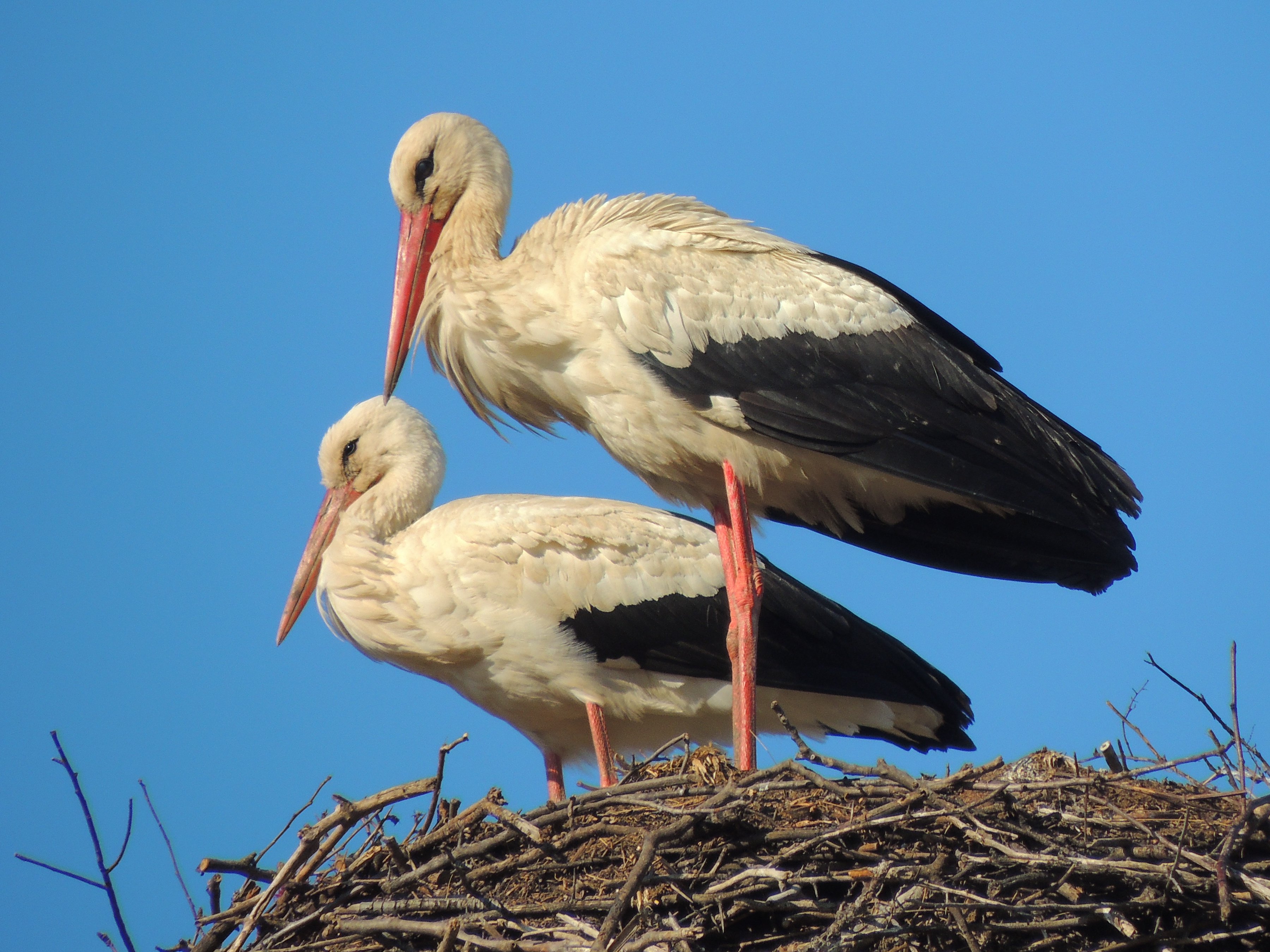
Berzele sunt monogame; familiile formate durează pe parcursul a mai multor ani

La animale, monogamia constă în particularitatea masculului de a curta, un anumit interval de timp, și a se împerechea cu o singură femelă. Monogamia este des întâlnită în rândul păsărilor. Lebedele, berzele, vulturii sunt specii ai căror indivizi formează perechi pentru mai mulți ani, uneori pe parcursul întregii vieți. La alte specii (gâștele, de exemplu) despărțirea are loc imediat după clocirea și creșterea puilor. Masculii de rață își părăsesc femela înainte ca puii să iasă din ou.
Maimuțele formează perechi pentru mai mulți ani. Vulpile, bursucii sau castorii formează perechi de regulă pe parcursul unui singur sezon. Monogamia este caracteristică și uneor specii de nevertebrate, mai ales celor care mor curând după nașterea puilor.

### Tipuri de monogamie în biologie
Descoperirile recente au condus la clasificarea monogamiei în trei tipuri: monogamia socială, monogamia sexuală și monogamia genetică. Distincția dintre acestea trei sunt importante pentru înțelegerea modernă a monogamiei. Cele mai multe animale se împerechează pentru a avea urmași în mod regulat, atât cu partenerul lor principal, cât și cu alți parteneri. Uneori, aceste perechi au activități sexuale în afara cuplului care pot duce la urmași. Testele genetice demonstrează frecvent că o parte din progeniturile unei perechi monogame provine din împerecherea partenerului de sex feminin cu un extrapartener de sex masculin. Monogamia socială, cea sexuală și cea genetică pot apărea în diferite combinații. Atunci când acești termeni se aplică la oameni, este important a se preciza că monogamia socială nu implică întotdeauna căsătorie. Un cuplu căsătorit este aproape întotdeauna un cuplu social monogam. Cu toate acestea, cuplurile care aleg să conviețuiască fără a se căsători pot fi, de asemenea, social monogame.
Monogamia socială se referă la regimul de viață prin care un partener masculin și unul feminin se angajează într-un astfel de comportament, dar nu implică fidelitatea sexuală. Peste 90% din speciile de păsări sunt monogame social, comparativ cu doar 3% din speciile de mamifere și de până la 15% din speciile de primate Monogamia socială se manifestă, de asemenea, la speciile de reptile, pești și insecte.
Monogamia sexuală este definită ca o relație sexuală exclusivă între o femelă și un mascul. Totuși, monogamia sexuală apare destul de rar la alte specii ale regnului animal, cu excepția omului. De exemplu, în timp ce peste 90% dintre pasări sunt monogame social, în medie, peste 30% dintre acestea sunt monogame sexual. Se pare că metoda de locomoție a păsărilor face interacțiunea sexuală cu alți parteneri mult mai dificilă.
Monogamia genetică se referă la doi parteneri care au descendenți fiecare cu același partener.

## Monogamia umană

### Evoluție istorică

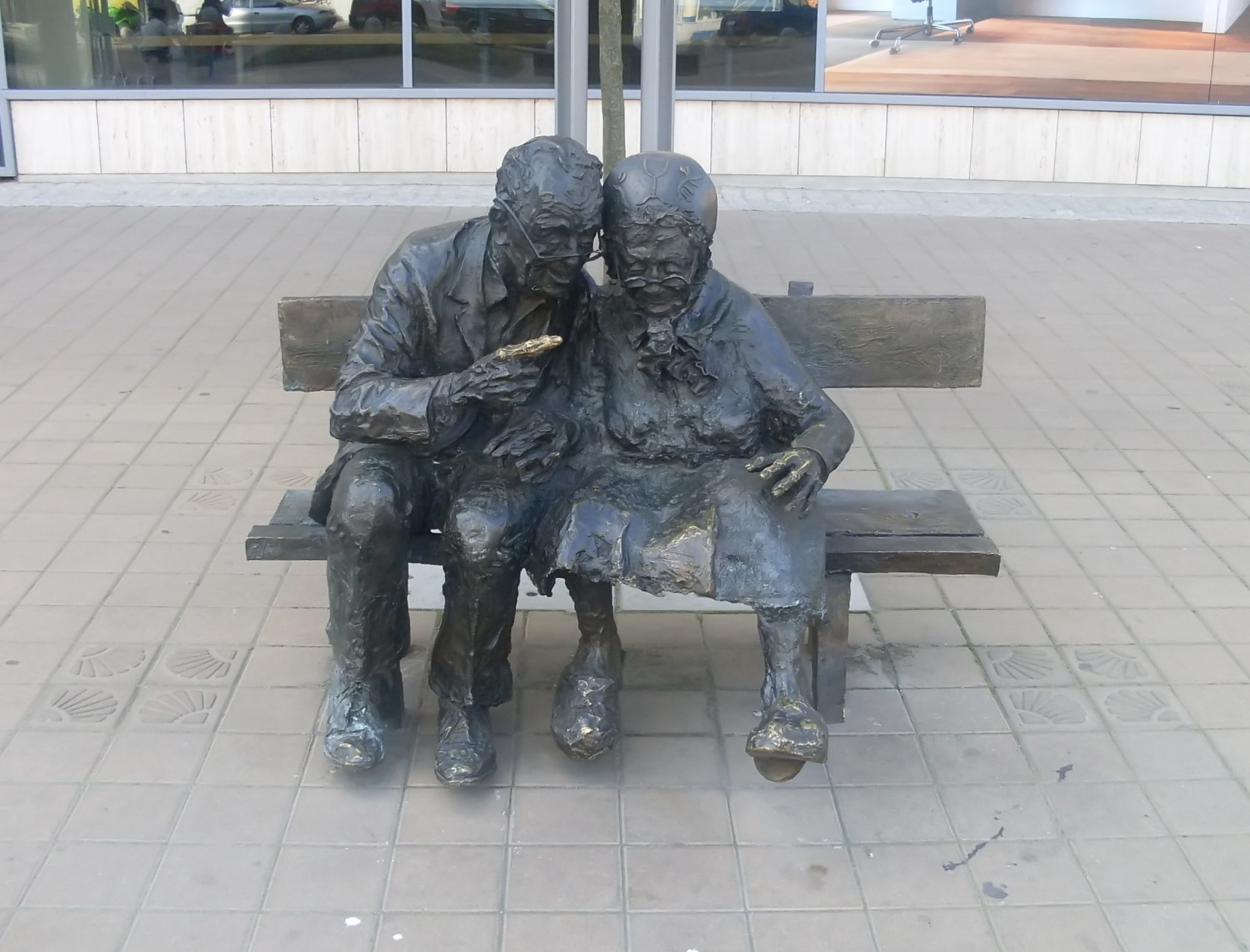
Sculptură în bronz a unui cuplu în vârstă care a locuit în Gdynia înainte de război. Relația lor monogamă a supraviețuit până la bătrânețe, în ciuda emigrației economice pe termen lung a bărbatului în Statele Unite

La începuturile speciei Homo sapiens, monogamia era extrem de rară.
În  Istoria lui Herodot (500 î.Hr.), una din cele mai vechi scrieri antropologice, acesta a observat că puține societăți și triburi au optat pentru monogamie socială. Aceasta a apărut mai târziu, în Grecia antică.
Monogamia a fost un model și pentru din civilizațiile antice ale Orientul Mijlociu: Egiptul antic, Mesopotamia, Asiria, Babilon și Israel.

Cu scopul de „a construi o casă”, un om a fost trebuia să se căsătorească cu o femeie și, dacă ea nu-i oferă copii, el ar putea lua o a doua soție. Codul lui Hammurabi însuși prevede acest lucru. Deși un om egiptean a fost liber să se căsătorească cu mai multe femei la un moment dat, și unii oameni bogati din Egiptul Antic au avut mai mult de o soție, dar monogamia era norma socială. Unii bărbați și-au părăsit soțiile primele de un statut social scăzut și s-au căsătorit cu femei de statut mai înalt, în scopul de a promova carierele lor. Dar chiar și atunci au trăit cu doar o soție. Femeile egiptene au fost permise de lege de a nu tolera ca soțul ei să aibă o a doua soție, așa cum au avut dreptul de a cere pentru un divorț.
În Israelul Antic, Biblia scria la momentul apariției ei că primele ființe umane au avut o relație de cuplu monogamă (nu se poate afirma dacă Adam și Eva erau căsătoriți). Monogamia a fost abandonată pentru prima dată de către urmașii lui Cain, atunci când Lameh a luat două neveste. Cartea lui Tobit vorbește numai de căsătorii monogame. De asemenea, în religia creștină, căsătoria monogamă era privită ca o imagine a relației dintre Dumnezeu și Israel. În concluzie, cea mai comună formă de căsătorie în Israel a fost monogamia.
Cel puțin până în secolul al II-lea e.n. iudaismul a permis poliginia, dar niciodată n-a permis poliandria.
„Mormonii fundamentaliști care susțin că poligamia are temei biblic au într-un fel dreptate. Dacă urmezi Biblia interpretând-o literal, nu e nimic greșit cu poligamia.”—Michael Coogan, "What the Bible Has to Say About Sex" by Alexandra Silver
Această atitudine a fost continuată și în Roma Antică, care a interzis poligamia, mai ales după 212 d.Hr., când toți evreii au devenit cetățeni romani. Așa cum Ioan Paul al II-lea a interpretat dialogul dintre Isus și farisei ("Evanghelia după Matei" 19,3-8), Hristos a subliniat frumusețea primordială a căsătoriei monogamice bazate pe dragoste, descrisă în cartea Genezei 1:26-31, 2:4-25. Biblia însă nu menționează nicăieri că Adam și Eva ar fi fost căsătoriți.

### Studii privind monogamia socială
Raportul mondial al Națiunilor Unite Fertilitatea 2003 rapoarte care 89% din toți oamenii se căsătoresc înainte de vârsta de 49 ani.

### Studii privind monogamia sexuală
Mai multe studii au calculat procentul de persoane care se angajează în relații sexuale extraconjugale. Aceste studii au arătat că sexul în afara căsătoriei variază în funcție de culturi și între sexe.

Un studiu de comportament sexual, în Thailanda, Tanzania, Nigeria, Zimbabwe și Côte d'Ivoire sugerează că aproximativ 16-34% din bărbați se angajează în relații sexuale extraconjugale, în timp ce procentul de femei angajate în relații sexuale extraconjugale este mult mai mic.

În Statele Unite ale Americii s-au produs rezultate foarte diferite. Aceste studii raportează că aproximativ 12-26% dintre femeile căsătorite și 15-43% din bărbații căsătoriți sunt implicați în relații sexuale extraconjugale.

În SUA, unele studii au descoperit că majoritatea cuplurilor de homosexuali nu sunt monogame. Cercetările de la San Francisco Bay Area au constatat că doar 45% au avut relații monogame. Acest studiu a fost finanțat de către Institutul Național de Sănătate Mintală SUA	.
 
Cu toate acestea, un raport al Institutului Rockway a arătat că „tinerii GLBT ... vor să-și petreacă viața lor de adult într-o relație pe termen lung, incluzând creșterea copiilor.” Concret, peste 80% din lesbiene și homosexualii chestionați așteaptă să fie într-o relație monogamă după vârsta de 30 de ani.

### Studii privind monogamia genetică
În SUA, ratele de paternitate extraconjugală au variat de la 0,03% la 11,8%. Rata medie a fost de 1,8%.